# Martin Short (escritor)
Martin Short (22 de setembro de 1943 – 27 de agosto de 2020) foi um escritor, jornalista e produtor de documentários na TV britânica. Ficou conhecido por suas exposições sobre o crime organizado e a Maçonaria.

## Biografia
Depois de ler a história na Universidade de Cambridge, Short trabalhou de 1969 a 1984 em importantes programas de atualidades para as empresas ITV Thames Television, Granada e London Weekend Television (no Líbano ) e para a série Dispatches do Channel 4 (sobre o comércio internacional de armas ). Em 1998, ele apresentou Charlie Richardson and the British Mafia para a Longshot Productions e o Channel 4. Short também completou uma série de televisão baseada em seu livro de 1989, Inside the Brotherhood (Further Secrets of the Freemasons), para a rede ITV com a Twenty Twenty Television e Granada.
Como resultado de seu trabalho sobre a maçonaria, Short fez uma aparição prolongada na série de discussão da televisão After Dark, do Channel 4, e em 1989 foi elogiado pelo então parlamentar trabalhista Max Madden em seus números de moção no início da Câmara dos Comuns no Reino Unido 672  e 673 
Short escreveu, produziu e narrou o premiado  ITV série de documentários sobre a máfia nos Estados Unidos, Crime Incorporated. Para acompanhar a série, ele também escreveu Crime Inc.: A History of Organized Crime in America. Além de artigos para The Times, The Spectator, New Statesman, Punch e Time Out, ele foi co-autor (em 1977) de The Fall of Scotland Yard sobre corrupção policial em Londres.
Morreu em 27 de agosto de 2020, aos 76 anos, em decorrência de um câncer.

## Livros
- Inside the brotherhood, GUILD PUBLISHING (1989)
- The Fall of Scotland Yard, avec Barry Cox et John Shirley, Penguin Books Ltd (August 25, 1977) ISBN 978-0140523188
- The Enforcer: Secrets of My Life with the Krays, avec Albert Donoghue, John Blake, (August 1, 2002), ISBN 978-1857825251
- Blake's Classic True Crime Compendium 2, (Blake's True Crime Library), avec Tim Brown, Paul Cheston, Ron Farebrother, John Blake (July 1, 2004), ISBN 978-1857825275
- Crime Inc., Mandarin (June 15, 1990), ISBN 978-0749307820
- Informer, avec Ron Farebrother, Smith Gryphon (March 20, 1997), ISBN 978-1856851145
- Lundy, Grafton (May 21, 1992), ISBN 978-0586209646
- Survivor : Story of Jimmy Evans, ISBN 9781840184884